# Sternatia
Sternatia là một đô thị và thị xã của Ý. Đô thị này thuộc tỉnh Lecce trong vùng Apulia. Sternatia có diện tích 16 km², dân số theo ước tính năm 2008 của Viện thống kê quốc gia Ý là 2.496 người. 